# Diaphus drachmanni
Diaphus drachmanni és una espècie de peix de la família dels mictòfids i de l'ordre dels mictofiformes.

## Hàbitat
És un peix marí i d'aigües profundes que viu a partir dels 300 m de fondària.

## Distribució geogràfica
Es troba a l'est de l'oceà Índic.